# 向井千秋記念子ども科学館

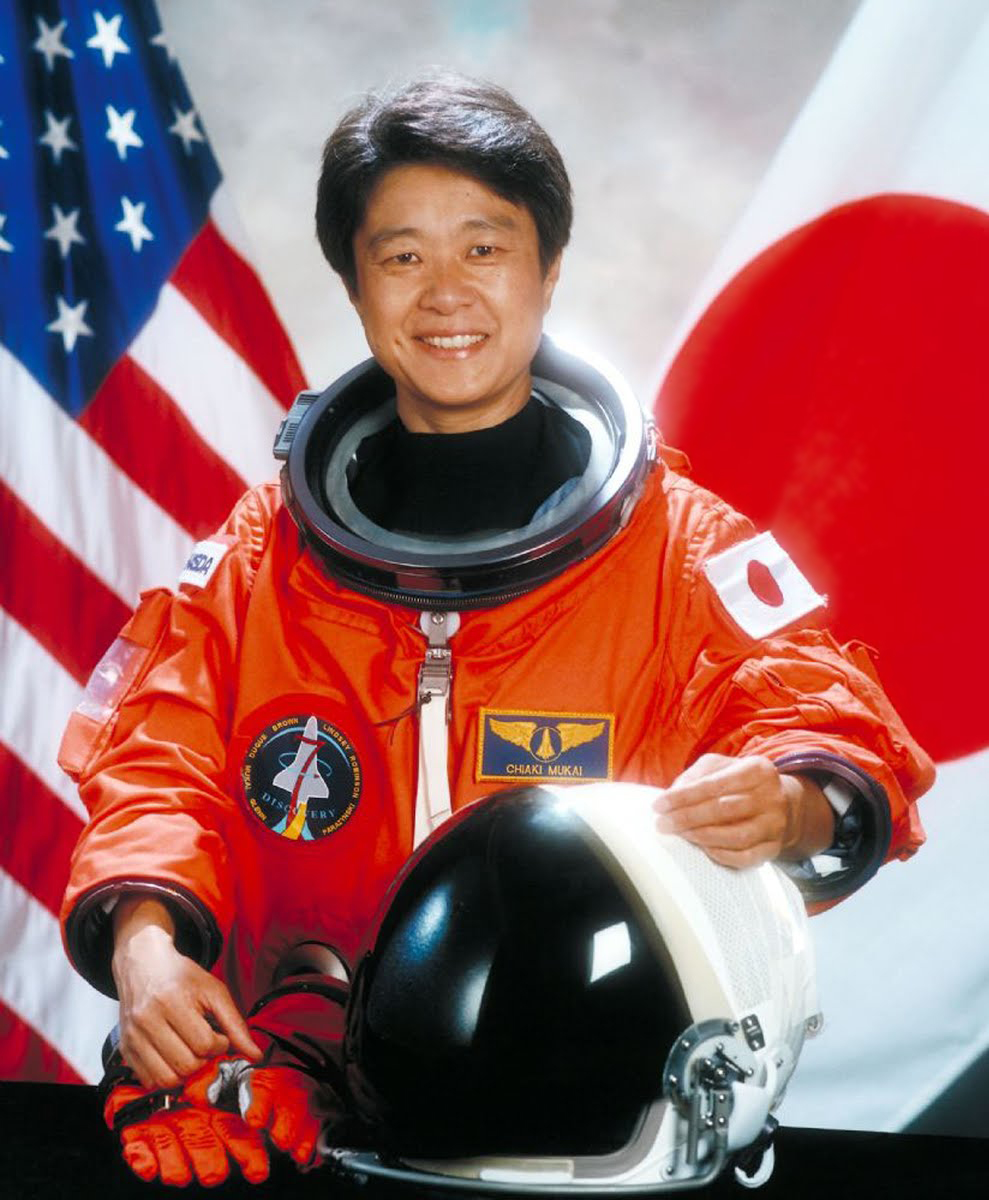
向井千秋

向井千秋記念子ども科学館（むかいちあききねんこどもかがくかん）は、群馬県館林市にある館林市立の科学館。1991年に館林市子ども科学館として開館。館林市出身の向井千秋がスペースシャトルに搭乗し、日本初の女性宇宙飛行士として宇宙に飛び立ったことを記念して現在の名前になった。

## 施設
ドーム直径23m、投影恒星数2万5000個の大型プラネタリウムがあり、スペースシャトルや宇宙飛行士・向井千秋関連の展示も充実している。その他、科学の普及活動のため、実験室、工作室、資料コーナー、天体観測室、電子顕微鏡室などの施設がある。大西飛行場を所有していた大西勇一が製作した飛行機・スバルプレンの展示もある。
プラネタリウム
ドーム直径23m、傾斜角30度、240席の大型プラネタリウムである。オープン当初はAstrovision70とプラネタリウムGSS-IIが導入されていたが、2014年7月のリニューアル時にコニカミノルカ製SUPER MEDIAGLOBEⅡ-4Kを導入。
天体観測室
直径6mのドームに口径20cmクーデ式屈折望遠鏡が設置されている。完全なコンピュータ制御で、キーボード操作により観測したい天体に望遠鏡を向けたり、専用のビデオカメラを取り付けて天体画像をモニターに映し出すこともできる。また、口径15cm天体用大型双眼鏡をはじめ各種望遠鏡が備えられている。

## 交通アクセス
- 電車
  - 東武鉄道伊勢崎線館林駅より徒歩約20分
- バス
  - 館林駅より市営バス「館林・板倉線（板倉東洋大前駅行き）」　子ども科学館前下車（乗車時間約7分）
  - 東武鉄道日光線板倉東洋大前駅より 市営バス「館林・板倉線（館林駅行き）」　子ども科学館前下車（乗車時間約25分）
- 自動車
  - 東北自動車道館林インターチェンジより車で約15分

## 周辺情報
- 館林城本丸跡
- 田山花袋記念文学館
- 田山花袋旧居
- 旧上毛モスリン事務所
- 尾曳稲荷神社
- 縄文邑
- 群馬県立館林女子高等学校
- 館林市役所
- つつじが岡公園